# 斯泰普爾斯鎮區 (明尼蘇達州托德縣)
斯泰普爾斯鎮區（英語：Staples Township）是位於美國明尼蘇達州托德縣的一個行政鎮區。

## 歷史
斯泰普爾斯鎮區於1882年成立，得名自當地商人塞繆爾·斯泰普爾斯（Samuel Staples）及艾薩克·斯泰普爾斯（Isaac Staples）兄弟。

## 地方資料
斯泰普爾斯鎮區的面積為87.64平方千米，當中陸地面積為86.41平方千米，而水域面積為1.23平方千米。根據2020年美國人口普查的數據，當地共有人口597人，而人口密度為每平方千米6.81人。